# Bajkini
Bajkini is een plaats in de gemeente Vižinada in de Kroatische provincie Istrië. De plaats telt 47 inwoners (2001).